# Millau
Millau è un comune francese di 22 902 abitanti situato nel dipartimento dell'Aveyron nella regione dell'Occitania, sede di sottoprefettura.
I suoi abitanti si chiamano Millavois.

## Geografia fisica
Situata sul fiume Tarn alla confluenza con la Dourbie, Millau si trova alle porte del parco naturale regionale delle Grands Causses all'imbocco delle gole del Tarn e delle gole della Dourbie

### Comuni limitrofi
- nel cantone di Millau-Est :
Aguessac e Paulhe;
- nel cantone di Millau-Ovest :
Comprégnac e Creissels;
- nel cantone di Cornus (arrondissement di Millau) :
Lapanouse-de-Cernon;
- nel cantone di Nant (arrondissement di Millau) :
La Cavalerie e Nant;
- nel cantone di Peyreleau (arrondissement di Millau) :
La Cresse e La Roque-Sainte-Marguerite;
- nel cantone di Saint-Beauzély (arrondissement di Millau) :
Castelnau-Pégayrols, Saint-Beauzély e Verrières.

## Società

### Evoluzione demografica
Abitanti censiti

## Attività
Millau è nota per l'attività di lavorazione del cuoio, specialmente per la produzione di guanti.

## Amministrazione

### Gemellaggi
- Bad Salzuflen
- Bridlington
- Sagunto
- Louga

## Luoghi caratteristici
- Chiesa di Notre-Dame
- La Graufesenque. A 2 chilometri da Millau, era il più grande centro di produzione di ceramica in epoca gallo-romana
- Il Museo del guanto di Millau
- Micropolis; La città degli insetti
- Il Viadotto di Millau, il ponte più alto d'Europa.